# British Rail Class 153
British Rail Class 153 – spalinowy wagon silnikowy, należący do rodziny pociągów Sprinter i używanych przez różnych przewoźników kolejowych w Wielkiej Brytanii. Pociągi tej klasy powstawały w latach 1991-1992 w wyniku dokonywanej przez zakłady firmy Hunslet-Barcley w Kilmarnock przebudowy pociągów British Rail Class 155, dostarczanych oryginalnie przez firmę Leyland. 
Obecnie pociągi te używane są, głównie na mniej uczęszczanych trasach, przez sześciu przewoźników: Arriva Trains Wales, East Midlands Trains, First Great Western, London Midland, National Express East Anglia oraz Northern Rail.

## Linki zewnętrzne

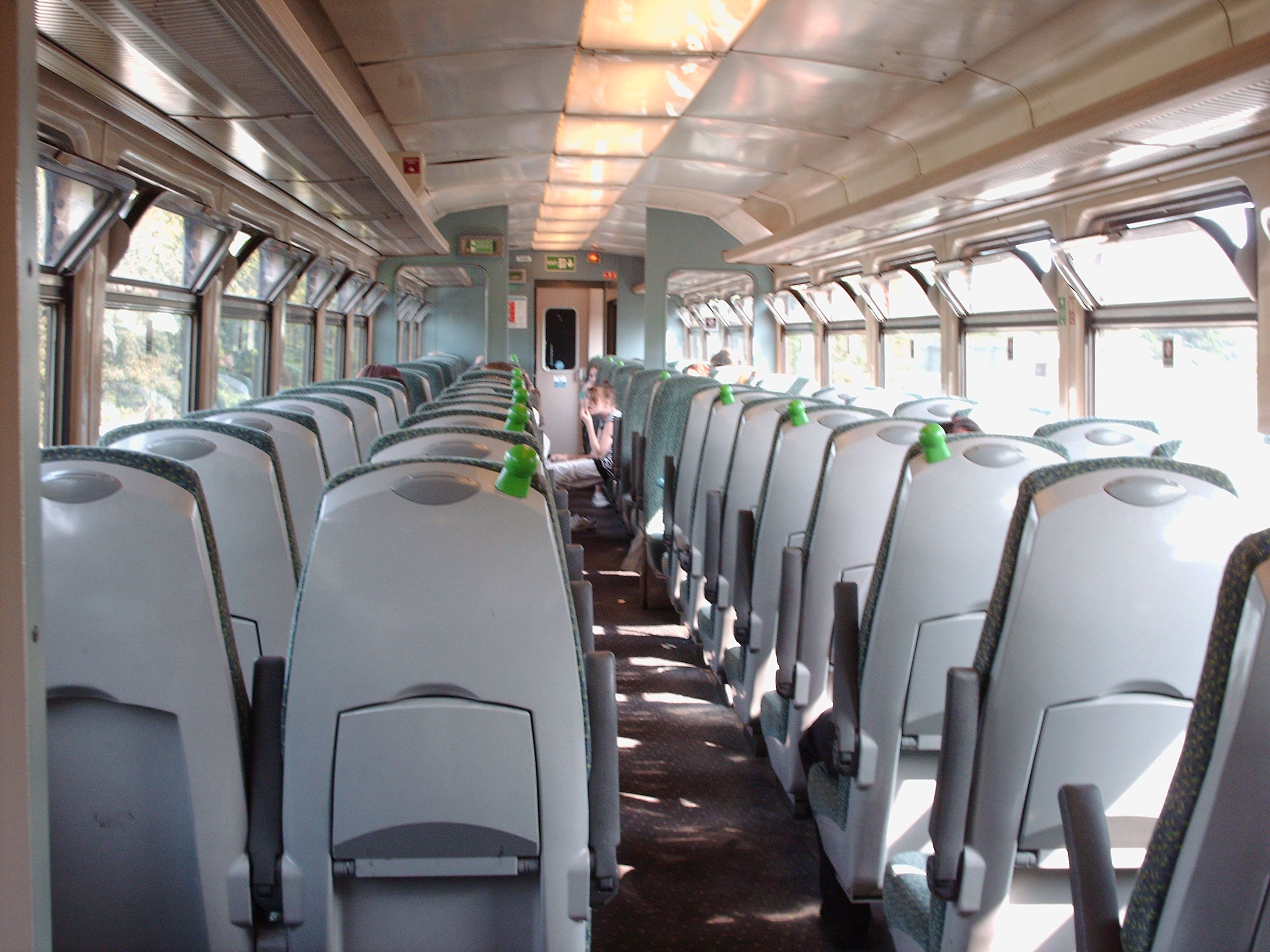
Wnętrze pociągu